# Charles L. Richards

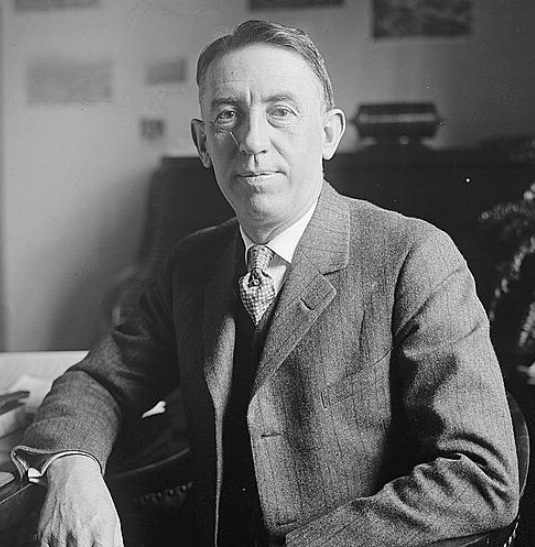
Charles L. Richards (1923)

Charles Lenmore Richards (* 3. Oktober 1877 in Austin, Nevada; † 22. Dezember 1953 in Reno, Nevada) war ein US-amerikanischer Politiker. Zwischen 1923 und 1925 vertrat er den Bundesstaat Nevada im US-Repräsentantenhaus.

## Frühe Jahre
Charles Richards besuchte die öffentlichen Schulen in Nevada und Pennsylvania. Nach einem Jurastudium an der Stanford University in Kalifornien wurde er im Jahr 1901 als Rechtsanwalt zugelassen. Daraufhin begann er in Tonopah in seinem neuen Beruf zu arbeiten. Von 1903 bis 1904 war er Bezirksstaatsanwalt im Nye County.

## Politische Laufbahn
Richards wurde Mitglied der Demokratischen Partei. Im Jahr 1919 war er Abgeordneter in der Nevada Assembly. 1922 fungierte er als Parteivorsitzender der Demokraten in Nevada. Von 1923 bis 1924 war er auch Berater der amerikanischen Handelskammer. 1922 wurde Richards in das US-Repräsentantenhaus gewählt. Dort löste er am 4. März 1923 Samuel S. Arentz ab. Da er allerdings 1924 nicht bestätigt wurde, konnte Charles Richards nur eine Legislaturperiode bis zum 3. März 1925 im Kongress absolvieren.
Nach dem Ende seiner Zeit in der Bundeshauptstadt Washington, D.C. arbeitete Richards bis zu seinem Tod in Reno am 22. Dezember 1953 als Rechtsanwalt.